# Birgit Kahle (Künstlerin)

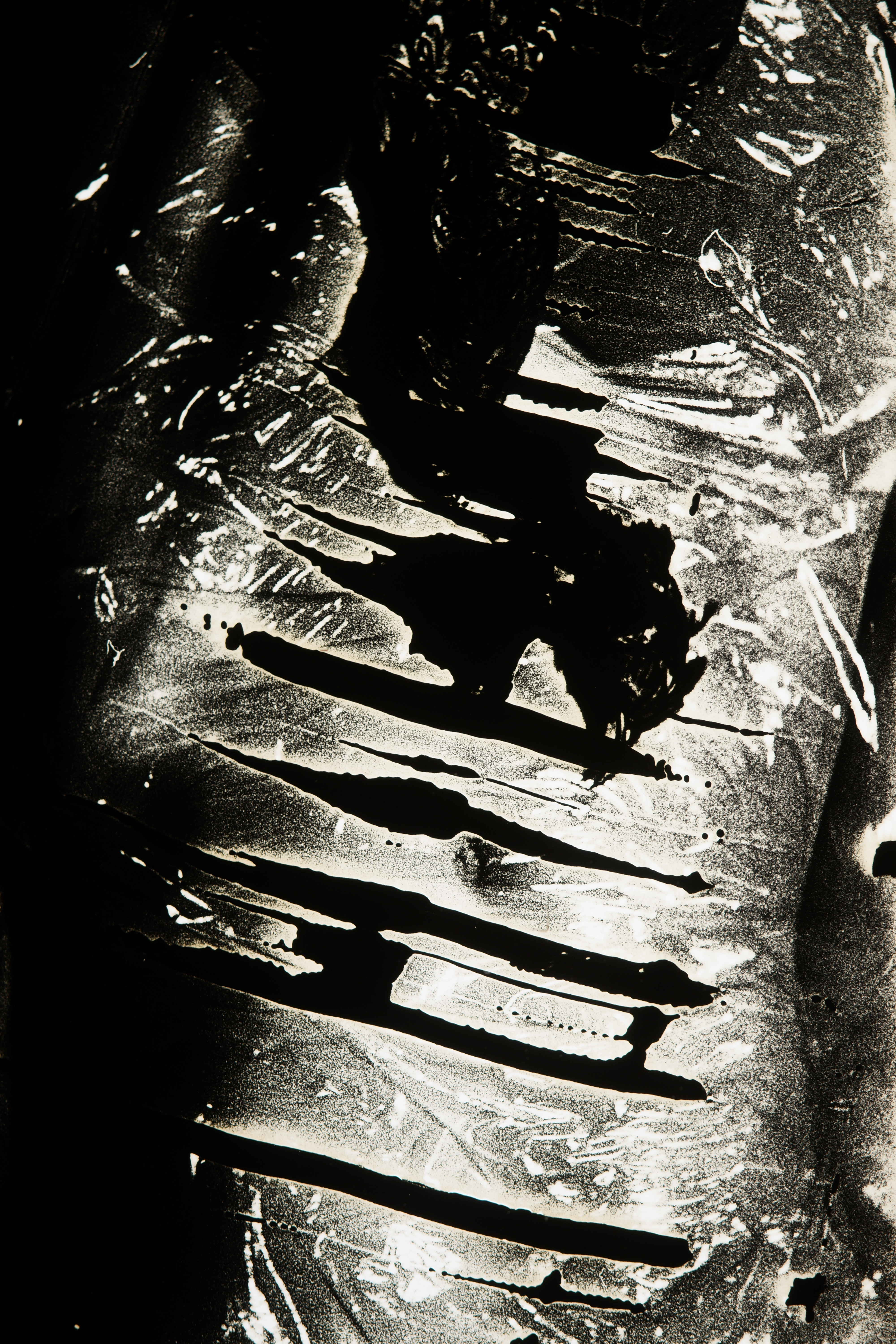
Birgit Kahle, Fotoarbeit, 1986

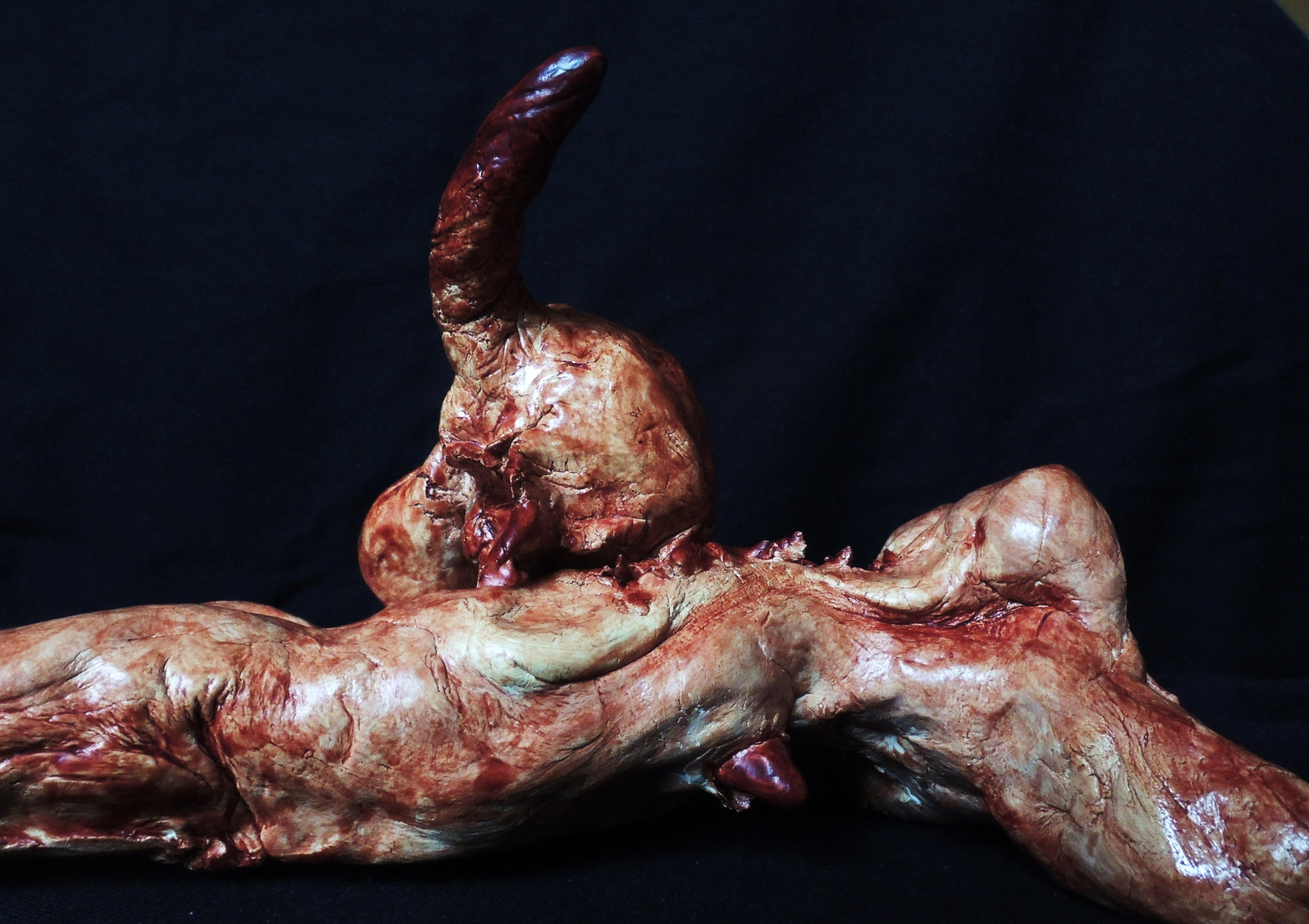
Birgit Kahle, Europa, 2016, Keramik

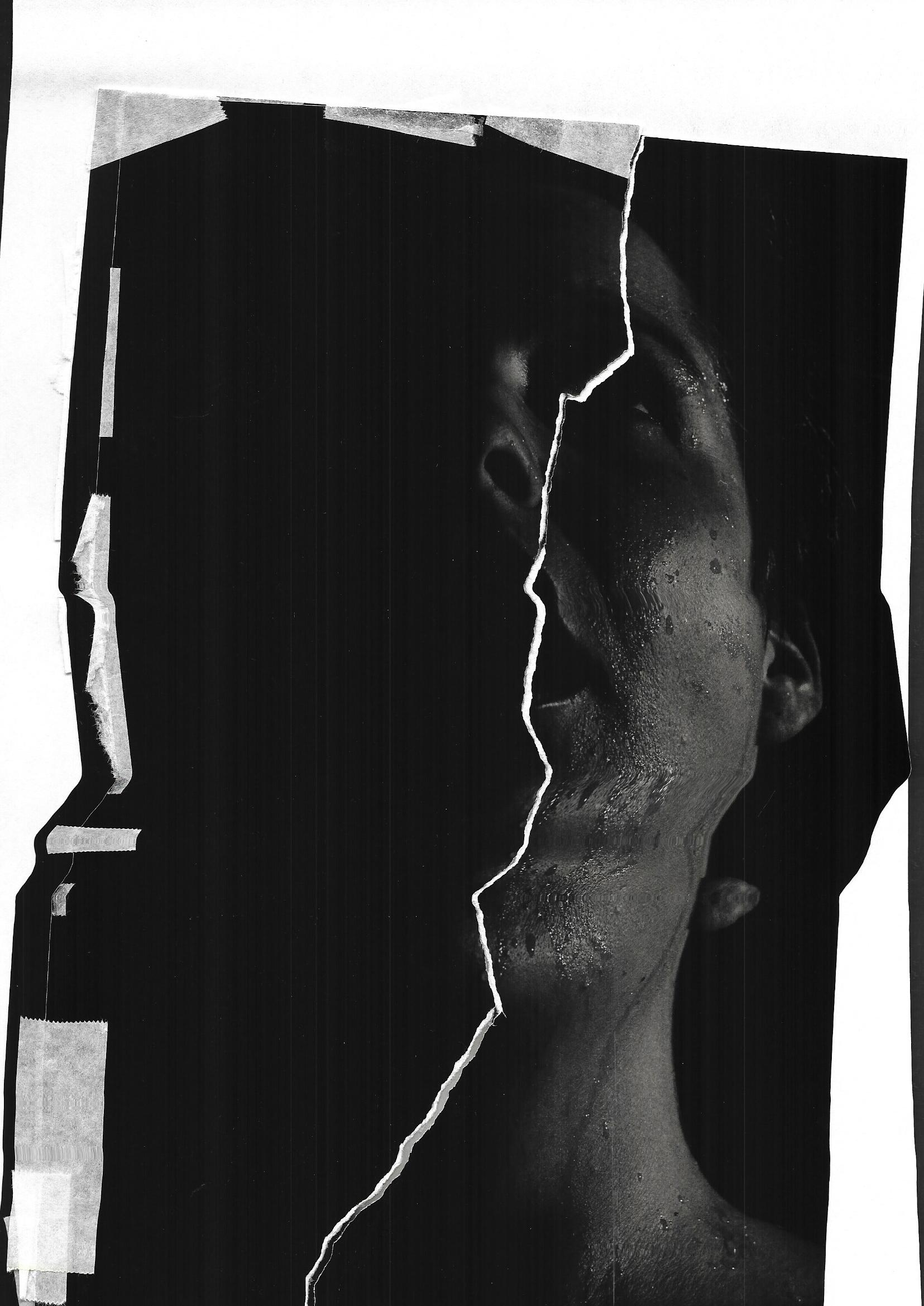
Birgit Kahle, Fotocollage, 1995

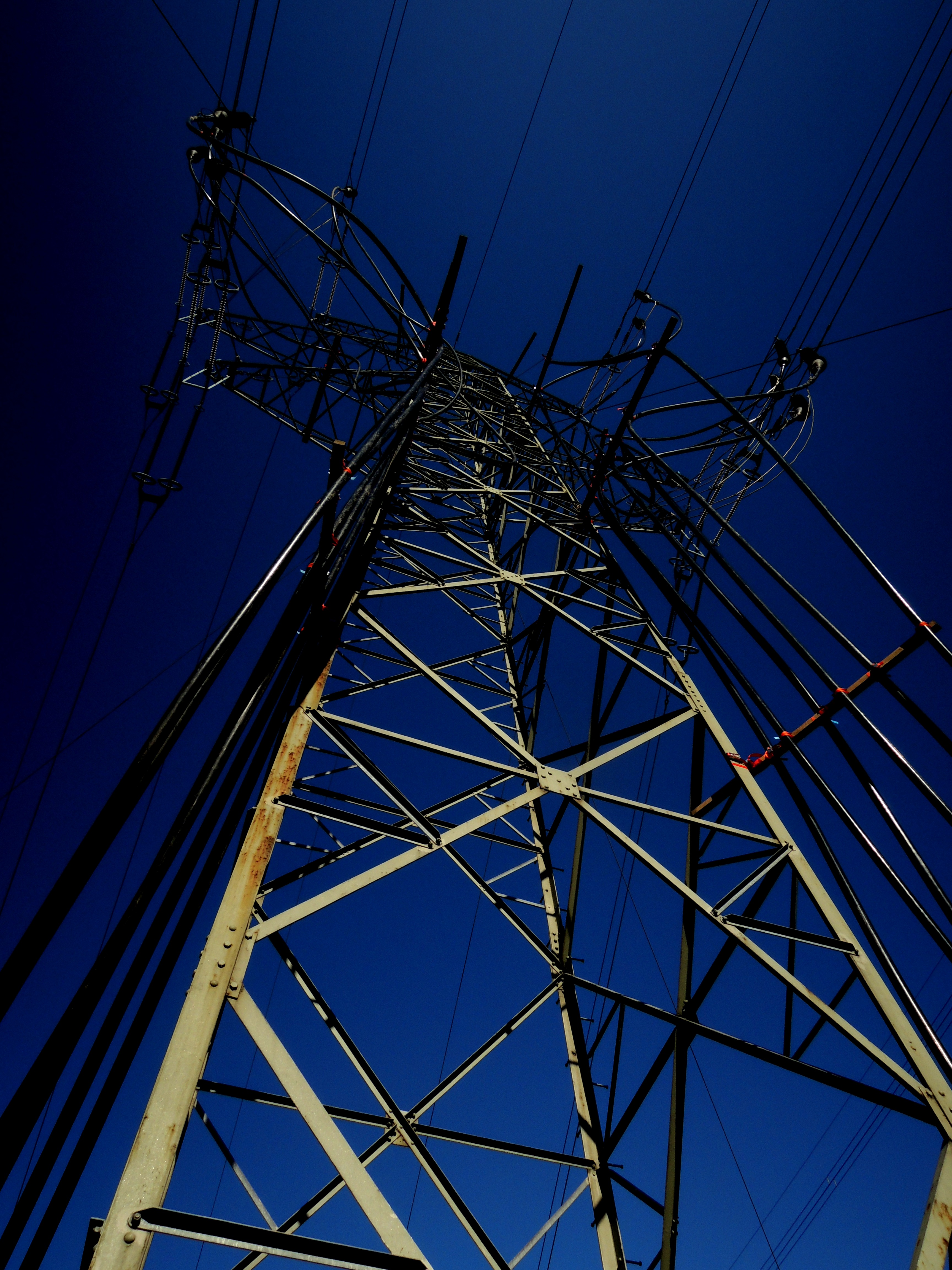
Birgit Kahle, Energie, 2023

Birgit Kahle (* 1957 in Köln) ist eine deutsche Künstlerin. Schwerpunkt ihrer Arbeit ist die Fotografie in Kombination mit Skulptur und Rauminstallation.

## Leben und Werk

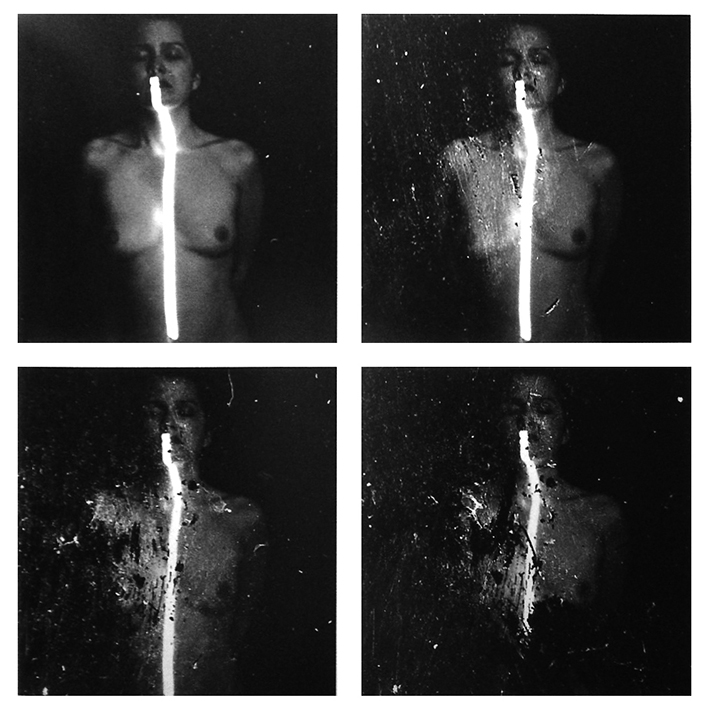
Ohne Titel, 1983

Birgit Kahle studierte von 1981 bis 1984 an der Fachhochschule Köln zunächst Religion und Textilkunde, anschließend Fotografie bei Arno Jansen. Anfang der 1980er Jahre begann sie einen fotografischen Werkkomplex, der sich mit der „Wahrnehmung des Lichtes, dem Selbstporträt, dem weiblichen Körper“ auseinandersetzte. In dieser Phase erstellte Kahle Selbstporträts auf Schwarzweiß-Negativen, die in einem Prozess nach und nach mechanisch zerstört wurden. Von den einzelnen Prozessschritten der Zerstörung stellte sie Fotoabzüge her, so dass große, bis zu 14 Meter lange, teilweise überlebensgroße Bildserien entstanden.
1997 gründete sie gemeinsam mit Peter Gilles und Giampiero Zanzi in Stresa  das deutsch-italienische Kunstprojekt Lo spirito del Lago. Seit 2017 führt sie das Projekt alleine weiter, jetzt am Lago d’Orta mit Unterstützung des italienischen Kulturvereins Asilo Bianco.
1997 entstand eine erste Rauminstallation mit Stoff in einem ehemaligen, noch möblierten Hotelzimmer. Mit dieser Installation begann bei Kahle eine Periode weg von der Fläche und hin zum Dreidimensionalen. Es folgten weitere Rauminstallationen, meist mit fotografischen Selbstporträts des Körpers. Kahle verwendete vermehrt Stoff als Material und integrierte ihn auch in ihre Fotoarbeiten, etwa bei Il mistero delle donne (1999), wo roter Samt über ein in der Mitte zerrissenes Großfoto quillt. Parallel entstanden Fotoserien zum Thema Stillleben. In die den flämischen Malern des 16. und 17. Jahrhunderts nachempfundenen Arrangements mischten sich Gegenstände von heute; roter Samt war in dieser Werkphase immer Bestandteil der Bilder. Darauf folgten die roten Stillleben; der mit Samt bedeckte Frauenkörper diente als Träger für die Blumen und Früchte, jeder Gegenstand war rot.

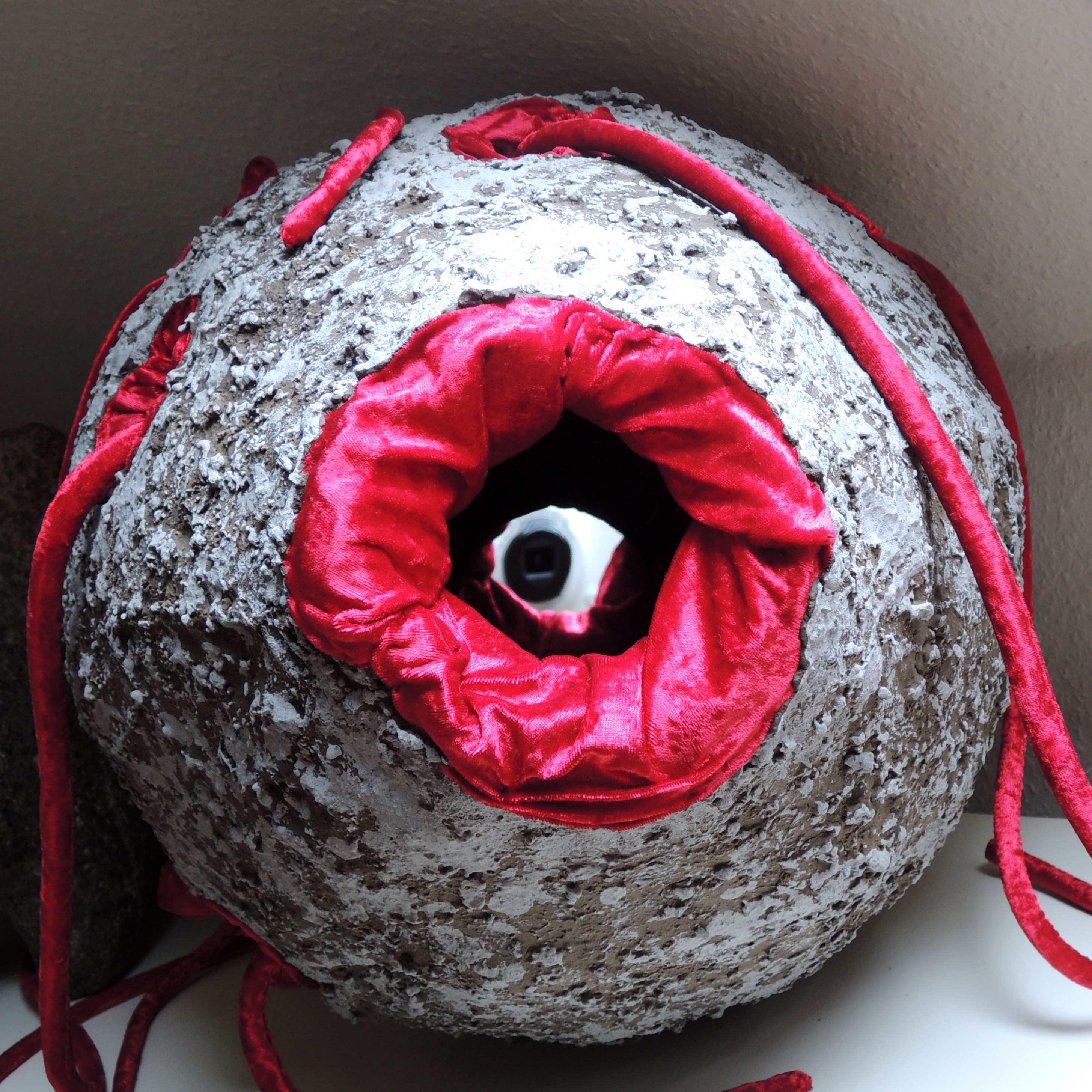
Eye spy, 2013

2010 entstand die erste Skulptur, ein liegender offener Kegel von vier Meter Länge und zwei Meter Durchmesser im „Eingangsbereich“. Die Höhe des Objektes könnte ein Hineingehen in die Skulptur ermöglichen. Der rote Samt im Inneren der Skulptur ist in Hunderte rosettenförmiger Falten gelegt und mit Spiegelscherben und kleinen Kristallen besetzt. Ein großer zerbrochener Spiegel im Inneren reflektiert den Kopf des jeweiligen Betrachters. Anschließend entstanden kleinere Skulpturen in der gleichen Technik. Auch bei den folgenden Leinwandarbeiten blieben Licht und Körper Schwerpunktthemen ihrer Arbeit. Der Samt wurde mit Kristallen und Spiegelscherben kombiniert, Skulpturen als auch Bilder wurden von angedeuteten Rippen und Adern durchzogen. Die vorher noch mit den Skulpturen fest verbundenen Adern lösten sich in den folgenden Arbeiten vom Untergrund und wurden zu eigenständigen Elementen.

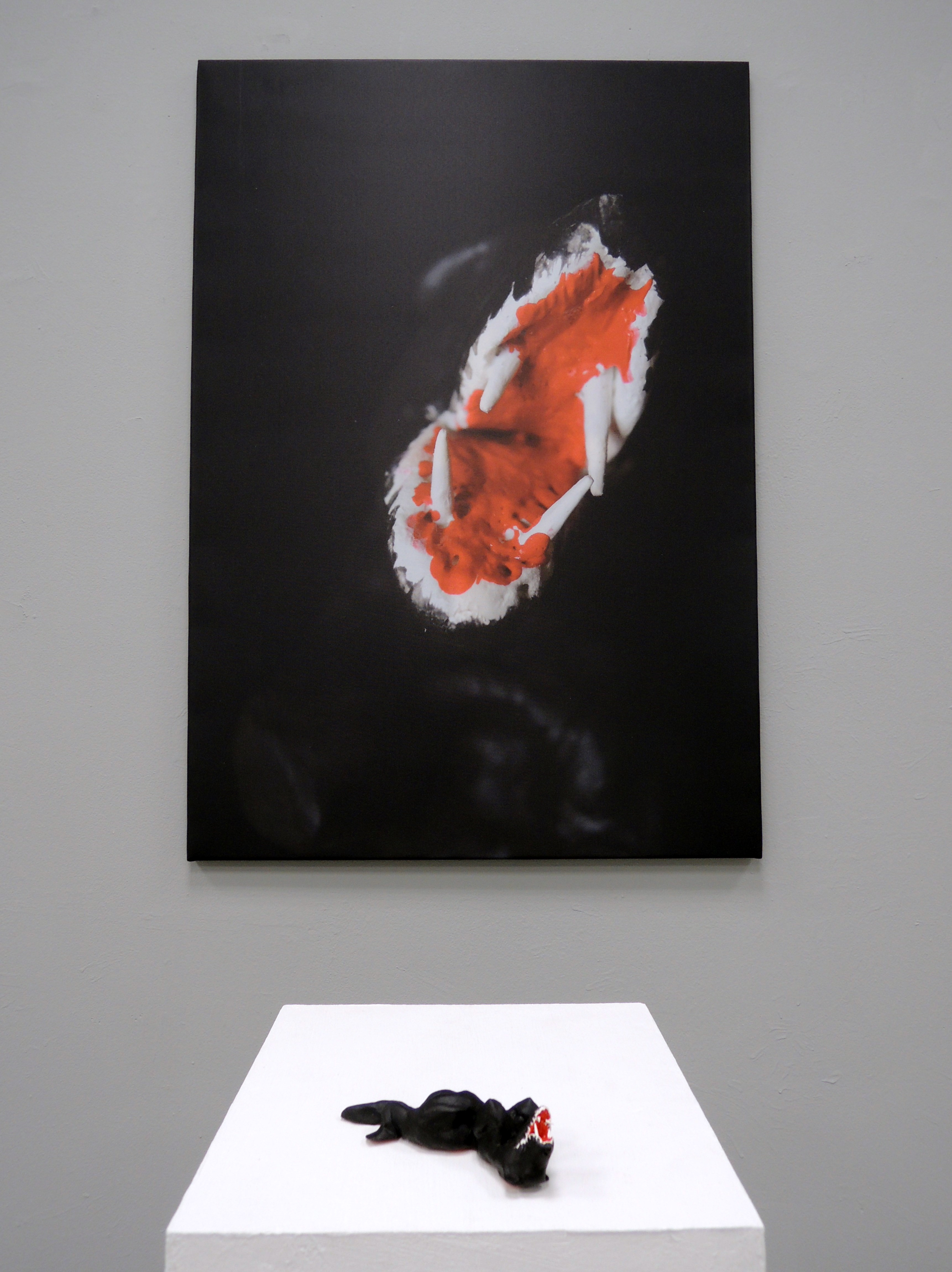
La belle et la bete, 2015

Ab Sommer 2014 begann eine neue Werkphase: Earth Song. Aus keramischer Modelliermasse entstanden handgroße Skulpturen. In den dazugehörigen Fotografien wurden großformatig die meist winzigen Details der Figuren betont. So gehen Fotografien und Skulpturen eine „symbiotische“ Beziehung ein. Anfang 2017 entstanden auch erste Bronzeskulpturen.
Birgit Kahle lebt und arbeitet in Köln.

## Auszeichnungen
- 1985 Chargesheimer-Preis für Fotografie der Stadt Köln

## Ausstellungen (Auswahl)
Einzelausstellungen (Auswahl)
- Galerie Wilde, Köln 1983 (Einzelausstellung)
- Zwielicht, Niederrheinischer Kunstverein, Wesel 1989 (Einzelausstellung)
- Licht, Wilhelm-Hack-Museum, Ludwigshafen 1995 (Einzelausstellung)
- Gedanke – Gedächtnis, Rheinforum, Köln 1997  (Einzelausstellung)
- Terra Incognita, Kölnisches Stadtmuseum 1999  (Einzelausstellung)
- Eine Frau sieht rot, Galerie Nostheide-Eycke, Düsseldorf 2012  (Einzelausstellung)

Gruppenausstellungen (Auswahl)
- Deutscher Künstlerbund, Bremen 1987
- Self, Frauenmuseum Bonn 1987
- Forum Junger Kunst, Württembergischer Kunstverein Stuttgart 1987
- Deutsche Kunstfotografie der 90er Jahre, Rheinisches Landesmuseum Bonn 1994
- One man show, Lo Spirito del Lago, Art Cologne, Köln 2001
- Nel Profondo, Chiostro di Voltorre, Museo di arte moderna e contemporanea, Varese (IT) 2001
- Nel Profondo, Museum Ratingen 2002
- Confluentes II, Ludwig Museum Koblenz 2002
- Kunst auf Rezept, Slg. Kraft, Köln, Städtisches Museum Zwickau 2003
- Kunst und Tabu, Slg. Kraft, Museum Ratingen 2004
- Kunst und Tabu, Berliner Medizinhistorisches Museum 2004
- Das dritte Auge (mit Peter Gilles), Völkerkundesammlung der Hansestadt Lübeck 2004
- Kunst und Tabu, Siegerlandmuseum, Siegen 2005
- Tanz mit dem Totentanz, Slg. Kraft, Berliner Medizinhistorisches Museum 2010
- Pimp the Timp, Hotel Timp zur int. Photoszene Köln, Köln 2010
- Cats vs. dogs, Keramion, Frechen 2016
- Kultur bewahren! Kultur bewahren? Kunstgalerie Altes Rathaus Fürstenwalde 2018
- KUNST ist immer eine Behauptung. SAMMELN auch.  50 Jahre Sammlung Kraft, Kunstmuseum Villa Zanders 2019
- Self Reflection, Corona Feeling, Galerie Koppelmann 2021
- Schau hin wie schön ich bin! Vol.2, Galerie Koppelmann, Köln 2023
- Literatur und Kunst, Wolfgang Hake Verlag, Kunst- und Museumsbibliothek der Stadt Köln 2023

## Werke in öffentlichen und privaten Sammlungen
- Museum Ludwig, Köln
- Wilhelm-Hack-Museum, Ludwigshafen
- Kölnisches Stadtmuseum
- Deutschlandfunk / Deutsche Welle, Köln
- Polaroid Collection
- AXA Versicherung, Köln

## Belege
1. ↑  Birgit Kahle (2016). In: spirito-del-lago.de. Abgerufen am 9. Februar 2017.
2. 1 2 3 4 5  Eine Frau sieht Rot. Birgit Kahle in der Galerie Nostheide-Eÿcke. In: rheinische-art.de. rheinische ART, November 2012, abgerufen am 9. Februar 2017.
3. ↑  Lo Spirito del Lago – ein ungewöhnliches Kunstprojekt mitten in Europa. In: spirito-del-lago.de. Abgerufen am 9. Februar 2017.
4. ↑  Lo Spirito del Lago – ein außergewöhnliches Kunstprojekt im Herz von Europa – Spirito del Lago. Abgerufen am 14. November 2019 (deutsch).
5. ↑  Hartmut Kraft: Lo Spirito del Lago. Isola Bella. 1997–2006. Salon Verlag, Köln 2006, ISBN 3-89770-279-7.

| Personendaten    | Personendaten       |
| ---------------- | ------------------- |
| NAME             | Kahle, Birgit       |
| KURZBESCHREIBUNG | deutsche Künstlerin |
| GEBURTSDATUM     | 1957                |
| GEBURTSORT       | Köln                |